# Зеленоголовый азиатский трогон
Зеленоголовый азиатский трогон (лат. Harpactes oreskios) — птица из семейства трогоновых.

## Распространение и места обитания
Этот вид трогонов встречается в Камбодже, Китае, Индонезии, Лаосе, Малайзии, Мьянме, Таиланде и Вьетнаме. Его природные места обитания — это субтропические или тропические влажные леса и субтропические или тропические влажные горные леса, влажные, в нижнем-среднем диапазоне высот вечнозеленые леса, заболоченные леса, сухие открытые леса, бамбуковые леса.

## Описание
У оранжевогрудых трогонов оливково-жёлтая голова с перьями в вертикальном положении, верхняя сторона тела каштановая, оранжевая грудка, которая изменяется до ярко-жёлтого на верхней и нижней части, белыми полосами на боковых секциях и синим ртом. Самцы имеют блекло-желтоватую головку с синим кольцом; рыжую (красно-коричневую) верхнюю сторону тела и верхние кроющие хвоста с бледной областью крестца (нижняя часть спины); и жёлтую (серо-основанную) верхнюю часть груди с белой линией. У самки есть дополнительные серо-коричневые перья на голове и верхней стороне тела; бледно-охристо-коричневая задняя часть тела, серая грудка. Молодые птицы похожи на самок.

## Галерея

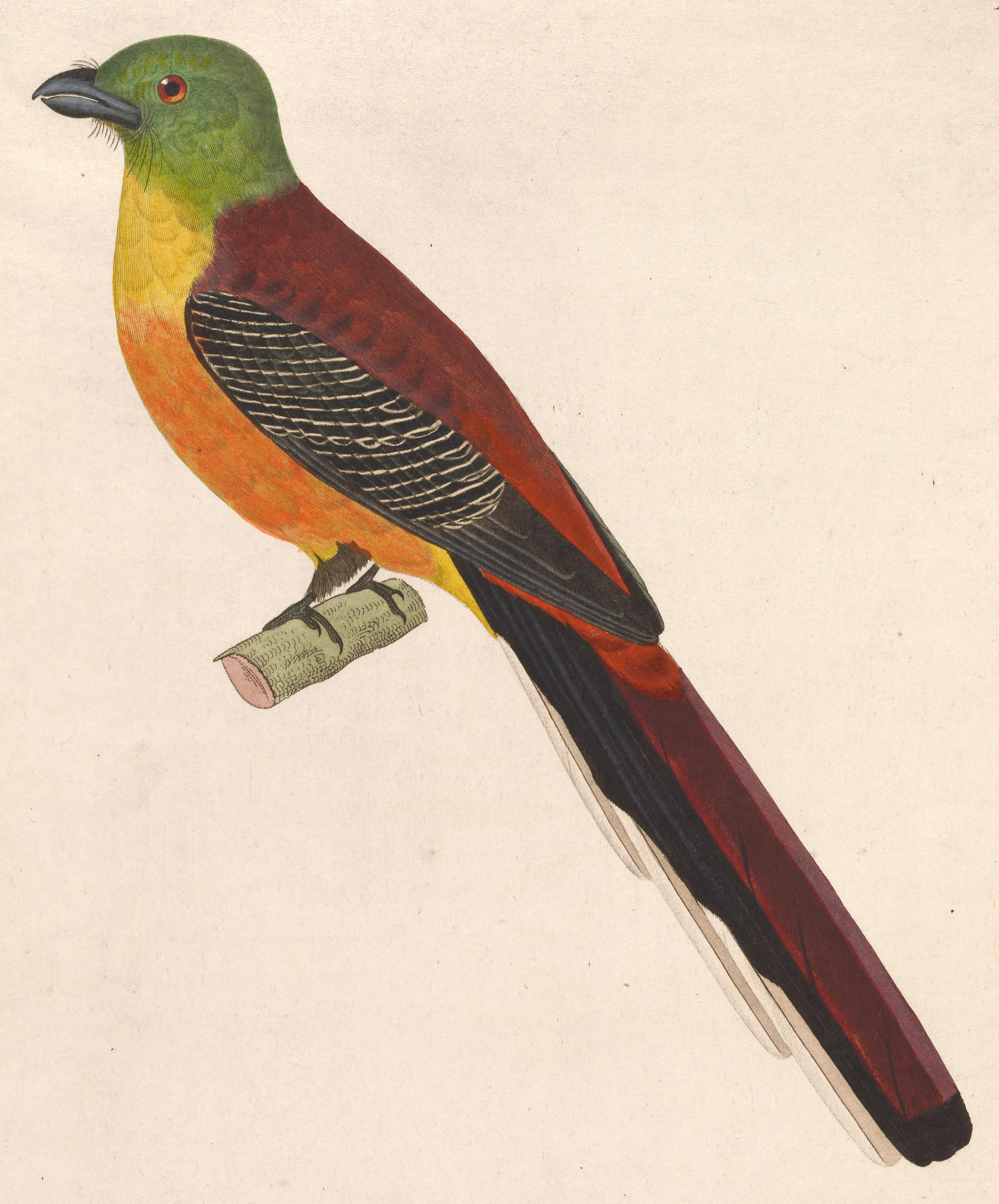
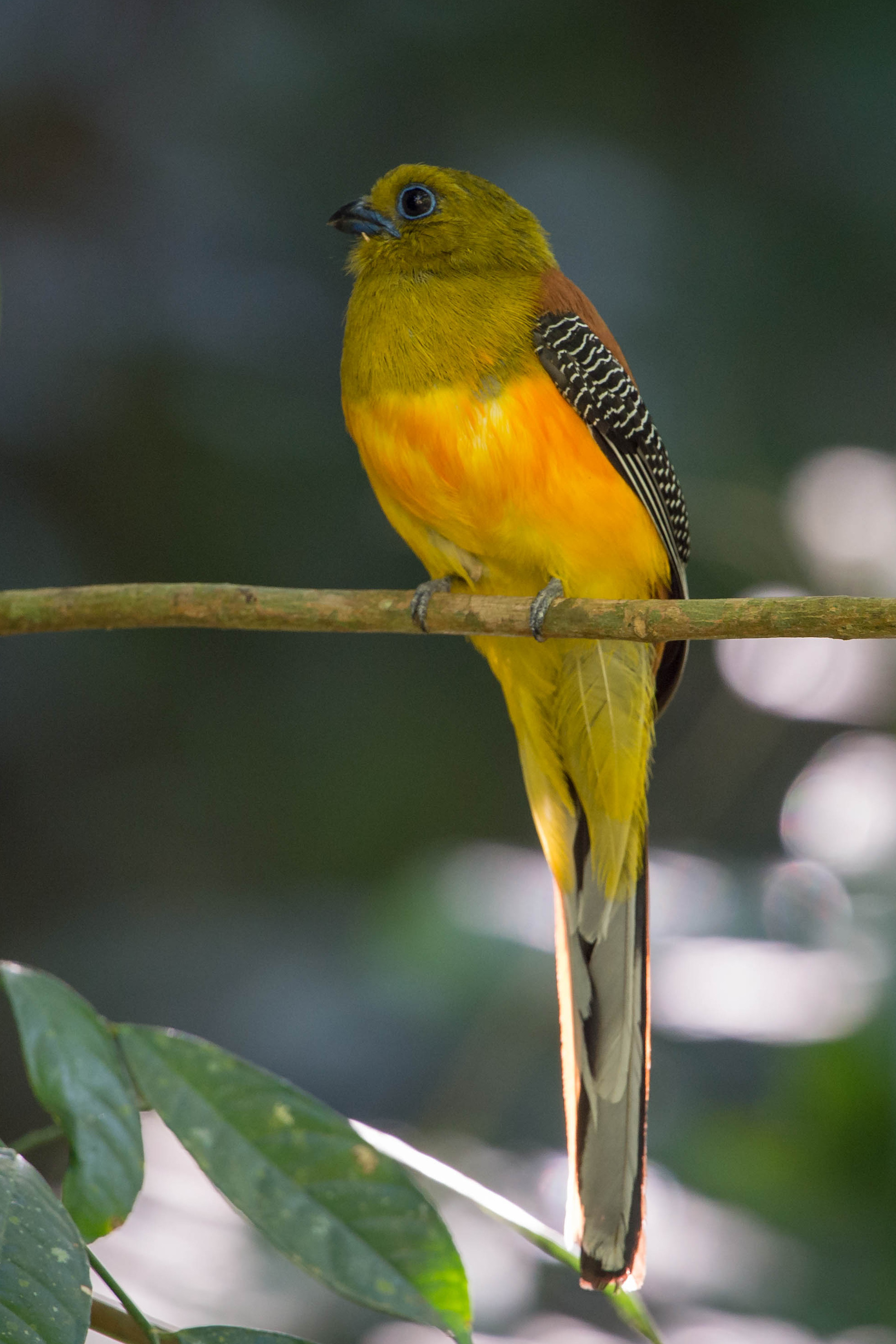
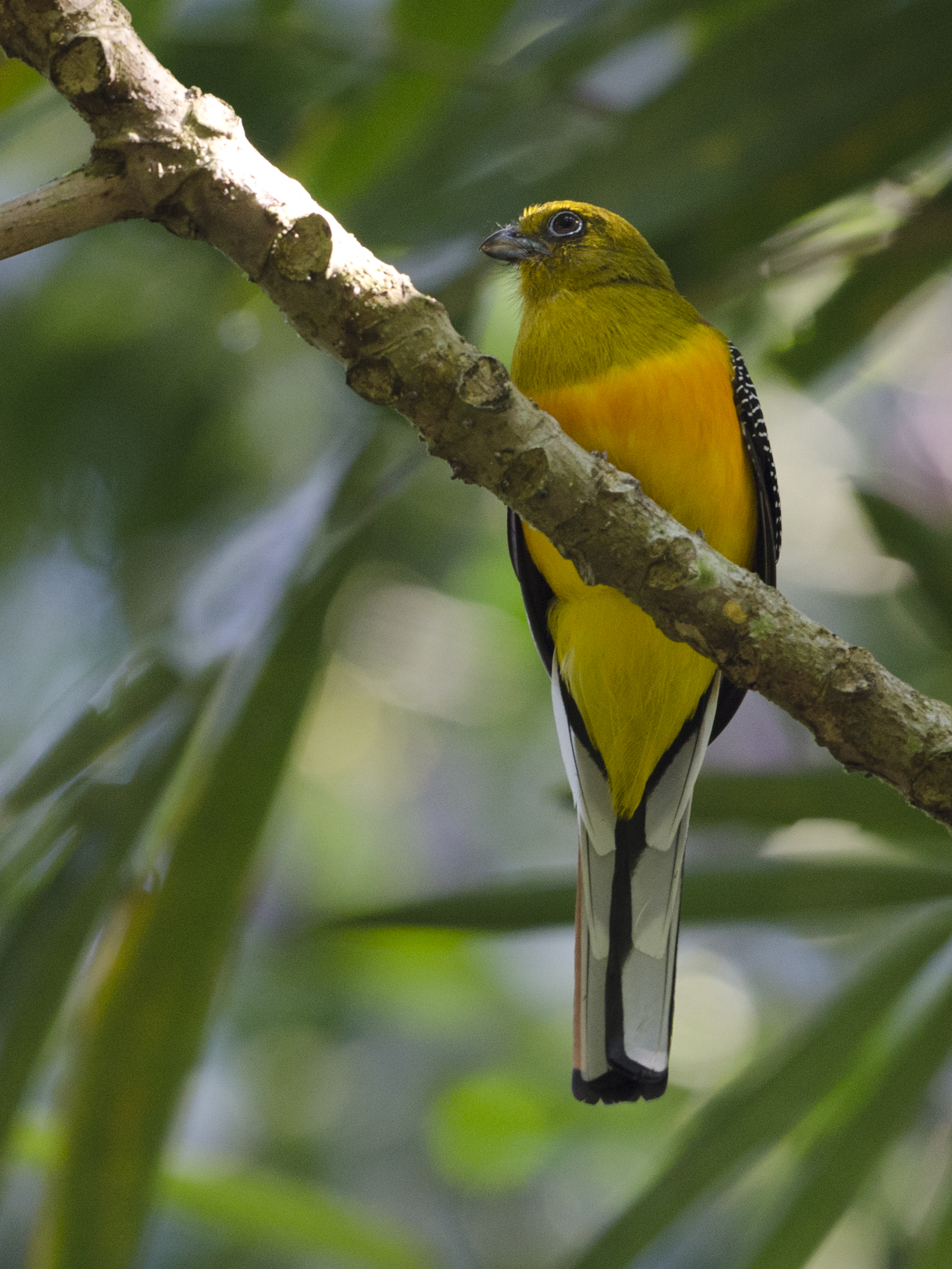